# 덴마크의 군인 목록
다음은 덴마크의 군인 목록이다.

## 다
- 스베리 듀르후스

## 라
- 다닐 란차우
- 콘라트 폰 레벤틀로브
- 올라프 리예

## 마
- 크누드 뵈르게 마르틴센
- 빌헬름 헤르만 올루프 마센

## 바
- 라르스 벤손

## 사
- 크리스티안 프레데리크 폰 샬부르크

## 아
- 닐스 유엘

## 카
- 쇠렌 캄

## 타
- 닐스 유엘

## 파
- 빌리암 바인 프리오르
- 올페르트 피셰르

## 하
- 플레밍 헬베그라르센
- 한스 페테르 홀름